# Löb Berlin
Löb Berlin, hebr.: Arjeh-Löb Berlin (geboren am 1. Juli 1737 in Fürth; gestorben am 21. Mai 1814 in Kassel), war ein deutscher Rabbiner.

## Leben und Wirken
Löb Berlin war der Sohn des Landparnes, Bankiers und Hofmünzlieferanten Abraham-Meyer Berlin. Als Kind kam er mit dem Vater nach Berlin. Er besuchte die Jeschiwot in Fürth und Halberstadt.
Er heiratete Rechel Hamburg, Tochter des Bendit Hamburg aus Fürth.
Seit 1774 durfte er den Beratungen des Fürther Rabbinatskollegiums beiwohnen. 1782 wurde er Dajan beim Oberrabbiner Hirsch Janow in Fürth und Rabbiner in Baiersdorf, 1789 fürstlicher Landesrabbiner in Bamberg, 1795 kurfürstlich-hessischer Landesrabbiner in Kassel. Am 19. Oktober 1808 wurde er zum Ältesten der drei Oberrabbiner des Westphälischen Konsistoriums in Kassel ernannt und erhielt den Titel eines Consistorialraths.
Seine Reformbestrebungen stießen auf starken Widerstand aus den Gemeinden. Er stand in Opposition zum Oberrabbiner von Fürth Meschullam Salomon Kohn, eines Verfechters des orthodoxen Judentums, der ihn 1811 sogar exkommuniziert (gebannt) haben soll.
Löb Berlin war der jüngere Bruder des Rabbiners Noah-Haium-Hirsch Berlin.

## Publikationen
- Rede am Freudenfeste. Hebräisches Loblied auf König Jérôme mit deutscher Übersetzung. Kassel 1807.
- Talmudglossen. Fürth 1829–30 und Wilna.
- Responsen im Anhang zu Noah-Haium-Hirsch Berlin: ‘Asē’ Almug-gīm. Sulzbach 1779.